# われらの時代 (短編集)

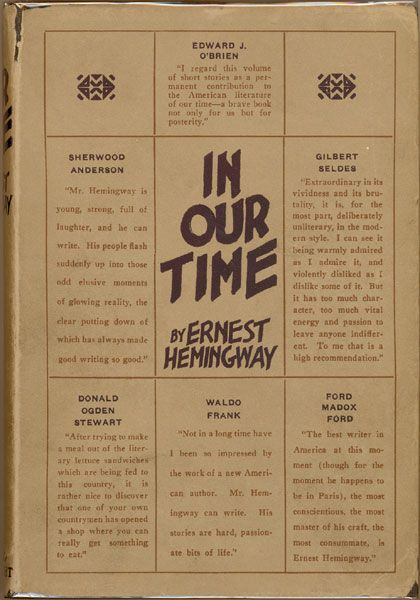

『われらの時代』または『われらの時代に』 ("In Our Time") は、アーネスト・ヘミングウェイの初期の短編集。
15の短編とそれらの章頭部（ヴィネット）からなり、1925年にニューヨークの Boni & Liveright 社から出版された。
ヘミングウェイは短編内で最低限の説明しかせず、読者に解釈をゆだねる作品が多い。

## 1924年 パリ版の "in our time"
ヘミングウェイはニューヨーク版を出版した前年の1924年に、パリの Three Mountains Press から同名の作品集を発表した
（ただし "in our time" と小文字）。18章の短文からなり、それらは翌1925年のニューヨーク版 "In Our Time" の各短編の章頭部に使われた。

## 1925年 ニューヨーク版の "In Our Time" の15編
1925年ニューヨーク版の "In Our Time" は、最後の "Big Two-Hearted River" を2編と数えて、短編15編からなる。

### Indian Camp(英語版)
初出は1924年の雑誌 'Transatlantic Review'。 
ニックは父親がインディアン村でジャックナイフを使って帝王切開するのを見た。

### The Doctor and the Doctor's Wife(英語版)
初出は1924年の雑誌 'Transatlantic Review'。 
ニックの父は仕事仲間と仲違いした。そのことを妻にも責められた。

### The End of Something(英語版)
新作。
ニックは湖岸で女友達マージョリーに "It isn't fun any more."（もう楽しくないんだ）と言って別れる。

### The Three-Day Blow(英語版)
新作。
ニックはビルと酒を飲んで酔う。ビルは "Once a man's married he's absolutely bitched."（男は結婚したらだめになる）と言う。ニックはマージョリーについて考え続ける。

### The Battler(英語版)
新作。
ニックは森で拳闘士と会った。彼は時々正気を失い攻撃的になる。

### A Very Short Story(英語版)
1924年版 "in our time" の第10章の改作。
「彼」はイタリアで入院し、看護婦と恋に落ちたが、彼女は別人と結婚する。

### Soldier's Home(英語版)
初出は1924年の 'Contact Collection of Contemporary Writers'。
兵士クレブズは戦争から帰った。その経験を故郷の人はわかってくれず、母親とも口論になる。（英語で 'Soldier's Home' は、退役軍人の療養施設の意味がある。）

### The Revolutionist(英語版)
1924年版 "in our time" の第11章を使用。
ハンガリーからイタリアへ亡命した共産主義革命家は、世界革命を信じながらルネサンス絵画を賞賛する。

### Mr. and Mrs. Elliot(英語版)
初出は1924-5年の雑誌 'The Little Review'。 
エリオット夫婦の思いはすれちがうが、それでも幸福だった。

### Cat in the Rain(英語版)
新作。
ホテルに宿泊中の夫婦。妻は猫が欲しいとくり返す。

### Out of Season(英語版)
初出は1923年の 『三つの短編と十の詩』。 
紳士は案内されて禁猟区に釣りに行くが、おもりを持って来るのを忘れた。

### Cross Country Snow(英語版)
初出は1924年の雑誌 'Transatlantic Review'。 
ニックが再登場。スイスでジョージとスキーで遊ぶ。出産を控えた妻は置いてきた。

### My Old Man(英語版)
初出は1923年の 『三つの短編と十の詩』。
ジョーの父は競馬レース中に落馬して死んだ。

### Big Two-Hearted River(英語版)
初出は1925年の雑誌 'This Quarter'。2部からなる。
1. ニックは一人で Two-Hearted River へ行き、テントを張って寝る。
2. ニックは一人で Two-Hearted River で鱒釣りをする。
本文には記されていないが、カウリーの説以後、ニックは第一次大戦で心に傷を受けて帰ってきたと見なされる。

## ニューヨーク版の章頭部
1925年ニューヨーク版の "In Our Time" の構成上の特徴は、15編の短編の前に章頭部 (chapter heading) またはヴィネット (英語版) と呼ばれる文章を置いたことである。
これは1924年パリ版の "in our time" の短文18章から作られた。その第10,11章は1925年版では短編に直したので、残りの16章を15の短編の章頭部と最終部に配置した。
（なお第2章は位置が変更され、1,3,4,5,6,7,8,9,2,12,13,14,15,16,17,18章の順にされた。）
前半の7編は戦争を、後半の6編は闘牛を描く。
このような経過で書かれたため、各短編とその章頭部には直接の関係はない。

## 1930年版の "In Our Time"
ヘミングウェイの意向で、Scribner's社はBoni & Liveright社から、この作品集の出版権を買い取った。こうして1930年に "In Our Time" が再版された。

### On the Quai at Smyrna(英語版)
"In Our Time" の1925年版と1930年版のもっとも大きな違いは、「著者からの序文」を追加した事で、この文は1938年に "On the Quai at Smyrna" と命名された。これは1922年のギリシア・トルコ戦争でのギリシャ人のトルコのスミルナ港からの撤退と混乱を描く。

## ニック・アダムズ物語
1925年の "In Our Time" の短編15編のうち8編、および章頭部1編はニック・アダムズが主人公である。
ヘミングウェイの後年の短編集、"Men without Women" (1927) 内の5編と "Winner Take Nothing" (1933) 内の3編も、同様にニック・アダムズが主人公と見なされる（作品中にニックと明示したものは各3編と2編）。これらをニックの成長記として並べることができる。
1972年に Philip Young は、ヘミングウェイ生前には発表されなかった8作を含めて、計25作を "The Nick Adams Stories" という本にまとめ、Scribner's社から出版した。日本では1973年に『ニック・アダムズ物語』という名で三笠書房から翻訳出版された。

## 日本語訳
| 高橋正雄訳   | われらの時代に             | ヘミングウェイ全集    | 三笠書房 1956         |
| 北村太郎訳   | われらの時代に             | 現代アメリカ文学全集  | 荒地出版社 1957       |
| 宮本陽吉訳   | われらの時代に             | 世界文学全集          | 河出書房新社 1967     |
|              |                            |                       | 福武文庫 1988         |
| 石一郎訳     | われらの時代に             | 新集世界の文学        | 中央公論社 1968       |
| 大久保康雄訳 | われらの時代に             | 新潮世界文学          | 新潮社 1969           |
| 松元寛訳     | われらの時代               | （短編7編のみの抄訳） | 角川文庫 1974         |
| 高村勝治訳   | われらの時代に             |                       | 講談社文庫 1977       |
|              |                            |                       | グーテンベルグ21 1998 |
| 高見浩訳     | われらの時代・男だけの世界 | ヘミングウェイ全短編1 | 新潮文庫 1995         |